# Bataille de Jarosław
Seconde Guerre mondiale
Batailles
Campagne de Pologne :
- Ultimatum allemand
- Ordre de bataille
- Opération Himmler
- Plan Pékin
- Plan Worek
- Baie de Dantzig
- Défense de la poste centrale de Dantzig
- Westerplatte
- Grudziądz
- Mokra
- Węgierska Górka
- Krojanty
- Forêt de Tuchola
- Borowa Góra
- Wizna
- La Bzura
- Hel
- Jarosław
- Brest-Litovsk
- Tête de pont roumaine
- Invasion soviétique
- Lwów
- Modlin
- Tomaszów Lubelski
- Grodno
- Krasnobród
- Wilno
- Varsovie
- Szack
- Wytyczno
- Kock

La bataille de Jarosław (également connue sous le nom de défense de Jarosław dans les sources polonaises) se déroule pendant la campagne de Pologne (Seconde Guerre mondiale), du 10 au 11 septembre 1939, et oppose les forces armées polonaises à la Wehrmacht pour le contrôle de la ville de Jarosław située sur le San.
Durant la bataille, les forces du général polonais Stanisław Maczek parviennent à défendre la ville contre les Allemands pendant deux jours, laissant suffisamment de temps à la 10e brigade de cavalerie motorisée polonaise (10. Brygada Kawalerii) pour franchir la rivière et se replier plus à l'est.

## La bataille
À midi le 10 septembre, 2 divisions allemandes progressent près de Jarosław et les Polonais se retirent sur l'autre rive du San, ne laissant que des unités d'infanterie commandées par le colonel Wójcik sur la rive ouest. Maczek décide de tenir la ville pendant une journée afin de couvrir la retraite des forces polonaises dans le secteur avant de retarder également la progression allemande à Lwów (aujourd'hui Lviv en Ukraine).
Les assauts des Allemands commencent en début d'après-midi mais sont repoussés et ces derniers se retrouvent contraints de se replier après avoir perdu plusieurs blindés sur le champ de bataille. Ils réitèrent ensuite leurs attaques contre les Polonais, mais elles se révèlent toutes infructueuses. Wójcik, déterminé à défendre Jarosław, fait sauter les ponts sur le San et ne laisse dans la ville qu'une force symbolique d'infanterie afin de la défendre.
Le 11 septembre au matin, les Allemands reprennent leur assaut, cette fois-ci avec un barrage d'artillerie lourde. Cependant, la plupart des unités polonaises s'étant retirées à des kilomètres de là, les pertes polonaises sont donc négligeables. Vers midi, les Panzers montant à l'assaut contre les positions polonaises découvrent que les dernières compagnies d'infanterie polonaises se sont volatilisées et prennent donc la ville sans combats.